# BBMスポーツ・コミッション
BBMスポーツ・コミッション（商号：株式会社ビー・ビー・エム・スポーツ・コミッション、略称：BBMSC）は、スポーツに関連するイベントの企画運営、広告企画制作、スポーツ選手のマネジメントなどを手掛ける日本の企業である。1980年にベースボール・マガジン社（BBM）の事業部門を分離し設立。現社名は2003年より使用。本社はBBMと同じく東京都中央区日本橋浜町に所在する。

## イベント
BBMが主催に関わる、少年スポーツ大会をはじめとしたスポーツイベントの企画運営に携わっている。以下、主なイベントの一覧。
- 近代柔道杯全国中学生柔道大会
- サッカーマガジン少年大会
- NPB CUP 選抜学童軟式野球大会
- あびこラグビーフェスタ

ほか

## 広告
旧BBM広告局を引き継ぎ、BBMの刊行物における広告代理業務などを行っている。

## マネジメント
2005年頃、スポーツマネジメント部を発足。主に女性格闘家のマネジメントを行っている。以下、専属契約者の一覧。
スポーツ選手
- 藤井惠（2005年より）
- 小林由佳（同上）
- 松谷美幸
- 岡本依子（業務提携。2006年より）
- 辻結花（業務提携。2006年より）
- Edge（総合格闘技闇愚羅選手）

アクション俳優
- 秋本つばさ（2005年より）

タレント
- あべ由紀子

過去のマネジメント契約者
- 伊原夏菜（モデル）
- 野村忠宏（柔道家。唯一の男性契約者。業務提携。2005年より契約していた）